# 二花米努草
二花米努草（学名：Minuartia biflora）是石竹科米努草属的植物。分布于欧洲、哈萨克、俄罗斯、北美、蒙古以及中国大陆的新疆等地，生长于海拔3,600米的地区，见于山地，目前尚未由人工引种栽培。
种加词 biflora 意为“二花的”。